# Astrocasia diegoae
Astrocasia diegoae är en emblikaväxtart som beskrevs av J.Jiménez Ram. och Mart.Gordon. Astrocasia diegoae ingår i släktet Astrocasia och familjen emblikaväxter. Inga underarter finns listade i Catalogue of Life.